# Héctor Villalba
Héctor Daniel Villalba (Buenos Aires, 26 luglio 1994) è un calciatore argentino naturalizzato paraguaiano, attaccante del Peñarol.

## Caratteristiche tecniche
Villalba è un giocatore brevilineo e in virtù delle qualità fisiche, fa dell'accelerazione la sua dote migliore. Possiede un destro preciso e potente.

## Carriera

### Club

#### San Lorenzo de Almagro
Ha esordito con il San Lorenzo nella stagione 2012-2013 disputando 9 partite in massima serie.

#### Atlanta United
Il 23 luglio 2016 si trasferisce allo Atlanta United per 2,5 milioni di euro.

## Statistiche

### Presenze e reti nei club
Statistiche aggiornate al 17 maggio 2025.
| Stagione              | Squadra               | Campionato            | Campionato | Campionato | Coppe nazionali | Coppe nazionali | Coppe nazionali | Coppe continentali | Coppe continentali | Coppe continentali | Altre coppe | Altre coppe | Altre coppe | Totale | Totale | Totale |
| Stagione              | Squadra               | Comp                  | Pres       | Reti       | Comp            | Pres            | Reti            | Comp               | Pres               | Reti               | Comp        | Pres        | Reti        | Pres   | Reti   |        |
| --------------------- | --------------------- | --------------------- | ---------- | ---------- | --------------- | --------------- | --------------- | ------------------ | ------------------ | ------------------ | ----------- | ----------- | ----------- | ------ | ------ | ------ |
| 2012-2013             | San Lorenzo           | PD                    | 9          | 2          | CA              | 3               | 0               | CS                 | 2                  | 0                  | -           | -           | -           | 14     | 2      |        |
| 2013-2014             | San Lorenzo           | PD                    | 33         | 4          | CA              | 0               | 0               | CL                 | 11                 | 1                  | CC          | 1           | 0           | 45     | 5      |        |
| 2014                  | San Lorenzo           | PD                    | 15         | 3          | CA              | 1               | 0               | CL                 | 2                  | 0                  | Cmc         | 0           | 0           | 18     | 3      |        |
| 2015                  | San Lorenzo           | PD                    | 27         | 6          | CA              | 2               | 0               | CL                 | 5                  | 0                  | RS          | 1           | 0           | 35     | 6      |        |
| gen.-lug. 2016        | San Lorenzo           | PD                    | 4          | 0          | CA              | 0               | 0               | CL                 | 2                  | 0                  | SA          | 0           | 0           | 6      | 0      |        |
| Totale San Lorenzo    | Totale San Lorenzo    | Totale San Lorenzo    | 88         | 15         |                 | 6               | 0               |                    | 22                 | 1                  |             | 2           | 0           | 118    | 16     |        |
| ago.-dic. 2016        | Club Tijuana          | LMX                   | 1          | 0          | CM              | 2               | 0               | -                  | -                  | -                  | -           | -           | -           | 3      | 0      |        |
| 2017                  | Atlanta United        | MLS                   | 34+1       | 13         | USOC            | 0               | 0               | -                  | -                  | -                  | -           | -           | -           | 35     | 13     |        |
| 2018                  | Atlanta United        | MLS                   | 28+5       | 7+1        | USOC            | 1               | 0               | -                  | -                  | -                  | -           | -           | -           | 34     | 8      |        |
| 2019                  | Atlanta United        | MLS                   | 20+2       | 1          | USOC            | 1               | 0               | CCL                | 4                  | 0                  | CC          | 0           | 0           | 27     | 1      |        |
| Totale Atlanta United | Totale Atlanta United | Totale Atlanta United | 82+8       | 21+1       |                 | 2               | 0               |                    | 4                  | 0                  |             | 0           | 0           | 96     | 22     |        |
| 2020                  | Libertad              | PD                    | 20         | 3          | -               | -               | -               | CL                 | 6                  | 0                  | -           | -           | -           | 26     | 3      |        |
| 2021                  | Libertad              | PD                    | 20         | 5          | -               | -               | -               | CL+CS              | 4+10               | 0+2                | -           | -           | -           | 34     | 7      |        |
| 2022                  | Libertad              | PD                    | 22         | 4          | -               | -               | -               | CL                 | 3                  | 1                  | -           | -           | -           | 25     | 5      |        |
| 2023                  | Libertad              | PD                    | 29         | 13         | CP              | 1               | 0               | CL+CS              | 6+4                | 0                  | -           | -           | -           | 40     | 13     |        |
| 2024                  | Libertad              | PD                    | 7          | 1          | CP              | 2               | 0               | CL+CS              | 0+2                | 0                  | -           | -           | -           | 11     | 1      |        |
| Totale Libertad       | Totale Libertad       | Totale Libertad       | 98         | 26         |                 | 3               | 0               |                    | 35                 | 3                  |             | -           | -           | 136    | 29     |        |
| 2025                  | Peñarol               | PD                    | 10         | 2          | CU              | 0               | 0               | CL                 | 2                  | 1                  | SU          | 0           | 0           | 12     | 3      |        |
| Totale carriera       | Totale carriera       | Totale carriera       | 287        | 65         |                 | 13              | 0               |                    | 63                 | 5                  |             | 2           | 0           | 365    | 70     |        |

### Cronologia delle presenze e reti in nazionale
| Cronologia completa delle presenze e delle reti in nazionale ― Paraguay | Cronologia completa delle presenze e delle reti in nazionale ― Paraguay | Cronologia completa delle presenze e delle reti in nazionale ― Paraguay | Cronologia completa delle presenze e delle reti in nazionale ― Paraguay | Cronologia completa delle presenze e delle reti in nazionale ― Paraguay | Cronologia completa delle presenze e delle reti in nazionale ― Paraguay | Cronologia completa delle presenze e delle reti in nazionale ― Paraguay | Cronologia completa delle presenze e delle reti in nazionale ― Paraguay |
| Data                                                                    | Città                                                                   | In casa                                                                 | Risultato                                                               | Ospiti                                                                  | Competizione                                                            | Reti                                                                    | Note                                                                    |
| ----------------------------------------------------------------------- | ----------------------------------------------------------------------- | ----------------------------------------------------------------------- | ----------------------------------------------------------------------- | ----------------------------------------------------------------------- | ----------------------------------------------------------------------- | ----------------------------------------------------------------------- | ----------------------------------------------------------------------- |
| 20-11-2018                                                              | Durban                                                                  | Sudafrica                                                               | 1 – 1                                                                   | Paraguay                                                                | Amichevole                                                              | -                                                                       | 65’ 91’                                                                 |
| 27-3-2019                                                               | Santa Clara                                                             | Messico                                                                 | 4 – 2                                                                   | Paraguay                                                                | Amichevole                                                              | -                                                                       | 83’                                                                     |
| 12-10-2023                                                              | Buenos Aires                                                            | Argentina                                                               | 1 – 0                                                                   | Paraguay                                                                | Qual. Mondiali 2026                                                     | -                                                                       | 76’                                                                     |
| 17-10-2023                                                              | Asunción                                                                | Paraguay                                                                | 1 – 0                                                                   | Bolivia                                                                 | Qual. Mondiali 2026                                                     | -                                                                       | 46’ 82’                                                                 |
| Totale                                                                  |                                                                         | Presenze                                                                | 4                                                                       |                                                                         | Reti                                                                    | 0                                                                       |                                                                         |

## Palmarès

### Club

#### Competizioni nazionali
- Campionato argentino: 1

San Lorenzo: 2013-2014
- Supercopa Argentina: 1

San Lorenzo: 2015
- Campionato MLS: 1

Atlanta United: 2018
- U.S. Open Cup: 1

Atlanta United: 2019
- Campionato paraguaiano: 4

Libertad: Apertura 2021, Apertura 2022, Apertura 2023, Clausura 2023
- Copa Paraguay: 2

Libertad: 2023, 2024

#### Competizioni internazionali
- Coppa Libertadores: 1

San Lorenzo: 2014
- Campeones Cup: 1

Atlanta United: 2019